# Akademische Fliegerschaft

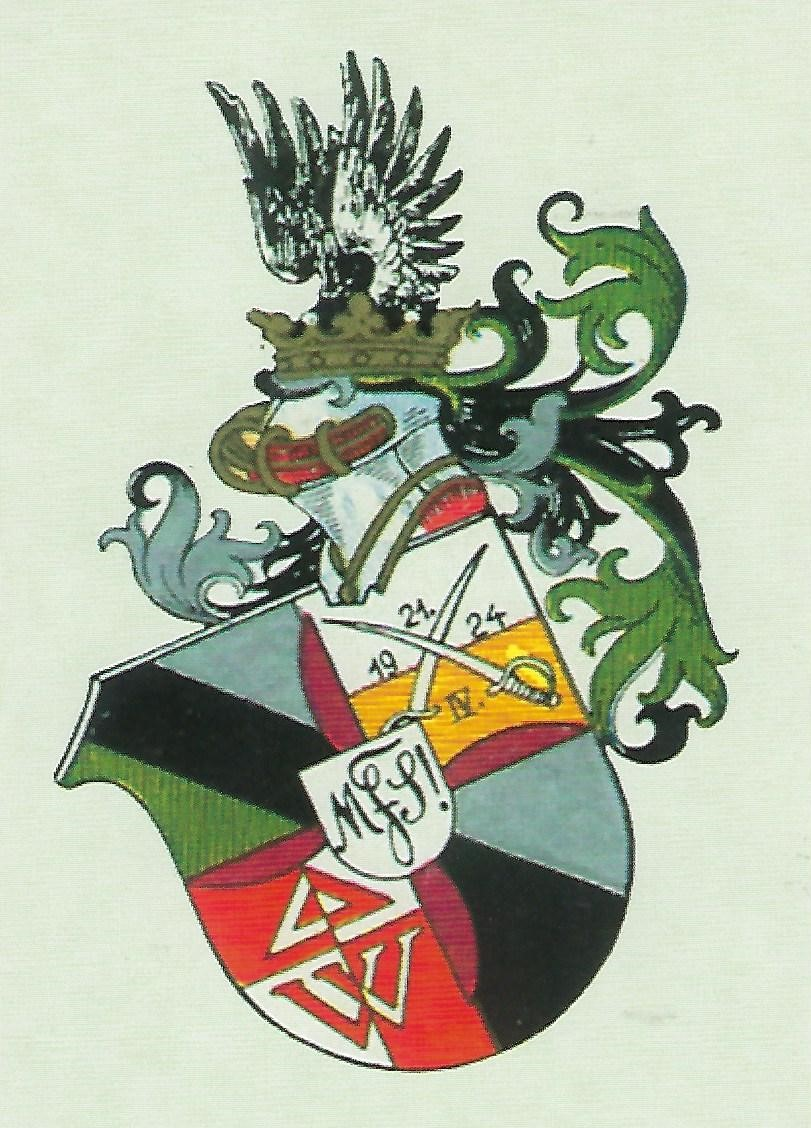
Wappen der Fliegerschaft Marcho Silesia

Akademische Fliegerschaften sind Studentenverbindungen, die nach dem Ersten Weltkrieg entstanden und in der frühen Zeit des Nationalsozialismus weitgehend verschwanden.

## Geschichte
Als es Deutschland und Österreich nach dem Friedensvertrag von Versailles und dem Friedensvertrag von Saint-Germain verboten war, weiterhin Luftstreitkräfte zu unterhalten, wurden in der Zwischenkriegszeit an vielen Universitäten Fliegerschaften gegründet. Sie sollten unter den Studenten  Luftfahrtkenntnisse verbreiten. Die Fliegerschaften trugen Couleur und waren in der Regel freischlagend.
Als Korporationsverband der Fliegerschaften wurde am 28. Oktober 1924 der Akademische Fliegerring gegründet. In ihm ging der 1923 von den Fliegerschaften Daedalia Breslau und Daedalia Leipzig gegründete Ring akademischer Fliegerschaften auf. Als Verbandsblatt wurde die Akademische Fliegerzeitung herausgegeben. Der Verband wurde 1935 aufgelöst. Die einzige heute noch existierende Fliegerschaft ist die Akademische Fliegerschaft Wieland-Staufen in Graz.

## Mitglieder des Akademischen Fliegerrings

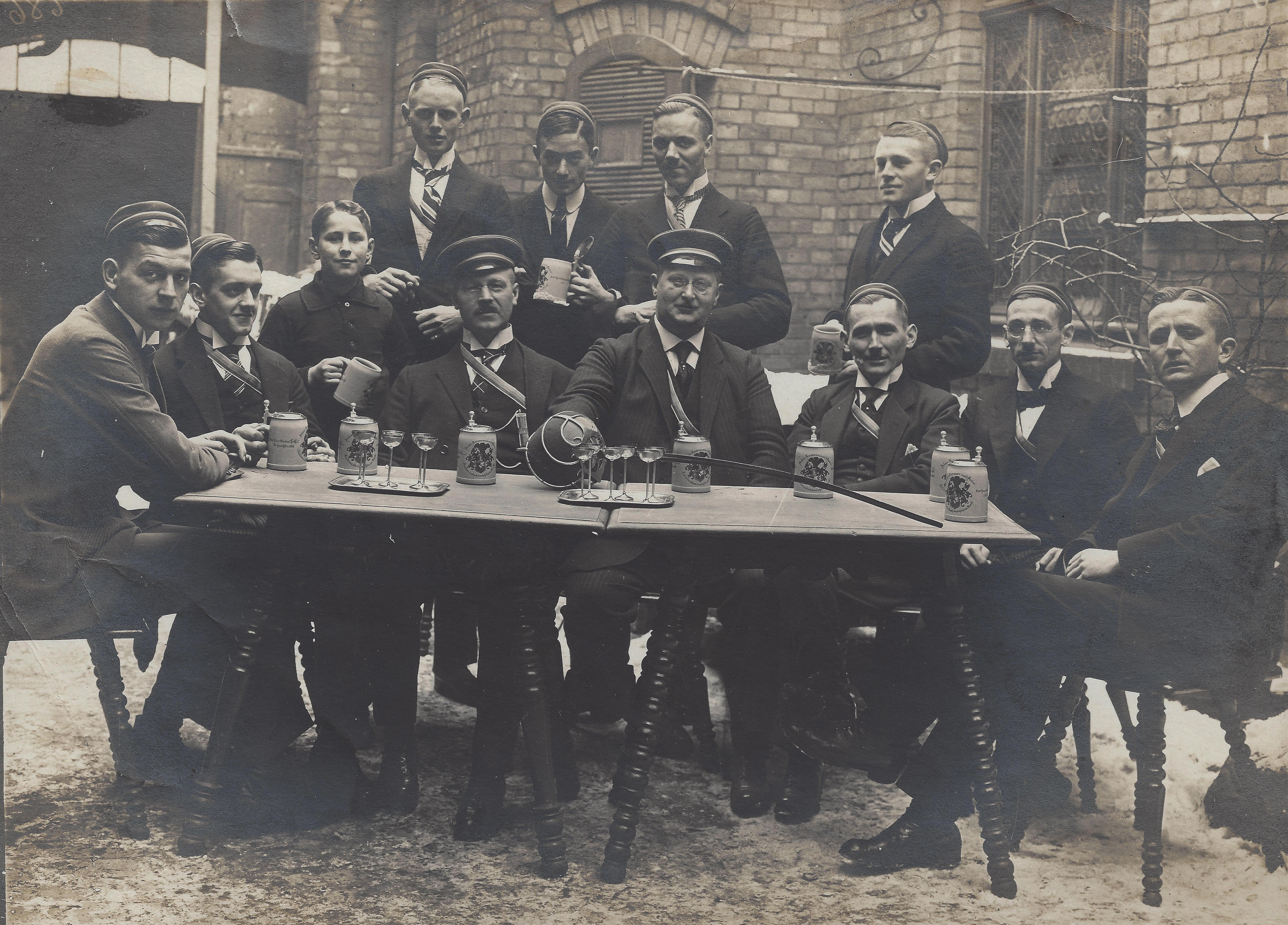
Mitglieder der Palaio-Marcomannia (1922)

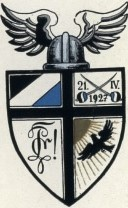
Wappen der Fliegerschaft Preußen Königsberg

Mitglieder des Akademischen Fliegerrings waren:
- Lilienthal Berlin
- Daedalia Breslau
- Richthofen Darmstadt
- Wieland Graz
- Marcho-Tuiskonia Halle
- Palaio-Markomannia Halle
- Boelcke Heidelberg
- Rossiten Königsberg (später umbenannt in: Preußen Königsberg)[3]
- Daedalia Leipzig
- Ikarus Leipzig